# IFA W50
IFA W50 — среднетоннажный грузовой автомобиль производства ГДР.

## История
Опытный образец был изготовлен в 1963 году на заводе «Ernst Grube»  в Вердау. Серийное производство началось на заводе IFA в городе Людвигсфельде в июле 1965 года, первыми изготовленными машинами были бортовые грузовики IFA W50L. Полноприводная армейская версия грузовика W50LA/A проходила испытания с участием советских, польских и чехословацких военных специалистов на территории ГДР, Болгарии, Кубы и Ливии. В дальнейшем, к 1981 году, семейство этих машин насчитывало свыше 40 версий и модификаций различного назначения.
В 1984 году была подготовлена версия грузовика для работы на сжатом природном газе.
За 25 лет выпуска изготовлено около 571 800 единиц.

## Описание
Правильное обозначение модели — W50L, так как IFA — это аббревиатура Индустриального объединения автомобилестроителей ГДР, а не название завода. Это объединение включало в себя практически все автомобильные заводы на территории ГДР. Завод, выпускавший W50L, находился в городе Людвигсфельде, отсюда и литера L в индексе модели. Литера W обозначала город Вердау, где грузовик был разработан, 50 — грузоподъёмность в центнерах (то есть 5 тонн). Грузовик первоначально оснащался 4-цилиндровым вихрекамерным дизелем мощностью в 110 л.с. от прежней модели S4000-1, затем, с 1967 года — его усовершенствованным вариантом — рядным дизельным четырёхцилиндровым мотором мощностью 125 л. с. при 2300 об/мин с системой непосредственного впрыска топлива в сферическую камеру сгорания посреди поршня по лицензии западногерманской фирмы MAN. Существовало порядка 60 различных модификаций этого грузовика (военные, пожарные, строительные и другие спецавтомобили). У W50L имелось два варианта базы: короткая длиной 3200 мм и длинная — 3700 мм. Некоторые модификации — полноприводные, что повышает проходимость. Модификация с приводом 4×2 не имела гидроусилителя руля. Автокран на базе W50L имеет допустимую грузоподъёмность 10 тонн. В варианте автопоезда допустимая нагрузка на седло составляет 16 тонн.

## Применение
В ГДР эта модель была основой парка пожарных машин.
W50L получил широкое распространение не только в ГДР, но и во всех странах бывшего соцлагеря, а также в государствах Азии, Африки и Южной Америки. Одним из основных покупателей автомобилей этой модели являлся Советский Союз, где машину нередко называли «Элли». В СССР автомобили данной марки поставлялись в период с 1971 по 1988 годы, преимущественно с бортовым кузовом и строительным самосвалом с разгрузкой на 3 стороны и таким же прицепом. Кроме того, после различных выставок техники производства ГДР в СССР оставались экспонаты — специализированные автомобили на шасси данных грузовиков.
Несмотря на свои достаточно высокие технические характеристики, к началу 80-х грузовик уже значительно морально устарел. Предприятие работало над заменой устаревших моделей, однако дальше опытных образцов дело не продвинулось. Лишь к концу существования ГДР в 1987 году был представлен более мощный вариант L60, однако по сути это был тот же грузовик, только большей грузоподъёмности и с более мощным дизелем. С объединением двух Германий в единое государство и распадом основного покупателя — социалистического лагеря — производство устаревшей продукции потеряло актуальность. В 1990 году завод в Людвигсфельде вернули его прежнему владельцу «Даймлер-Бенц». Некоторое время новые владельцы завода пробовали обновить выпускаемую модель L60, установив на неё кабину от грузового семейства «Мерседес-Бенц» LN2, но к середине 90-х предприятие полностью перешло на выпуск собственной продукции концерна.

## Галерея
- IFA W 50 в Воскресенском округе
- W50LA
- W50LS
- Автокраны на базе LIAZ и IFA